# Comunitat Política Europea
La Comunitat Política Europea (CPE) va ser proposada el 1952 com una combinació de l'existent Comunitat Europea del Carbó i de l'Acer (CECA) i la proposta de la Comunitat Europea de Defensa (CED). La Comunitat Política Europea no ha de confondre's amb la Cooperació Política Europea (1970-1993).
El projecte de tractat CPE, segons l'adoptat per l'Assemblea de la CECA (ara el Parlament Europeu), hagués estat una assemblea escollida directament («Cambra dels Pobles»), un senat nomenat pels parlaments nacionals i l'executiu supranacional responsable davant el Parlament.
El projecte de la Comunitat Política Europea va fallar el 1954, quan es va fer evident que la Comunitat Europea de Defensa no seria ratificada per l'Assemblea Nacional (França), que temia que el projecte impliqués una pèrdua inacceptable de la sobirania nacional. Com a resultat d'això, la idea de la Comunitat Política Europea va haver de ser abandonada.